# Alice de França
Alice de França ou Alice Capeto (em francês:  Alix; 1151 – 1198) foi condessa consorte de Blois como esposa de Teobaldo V de Blois, e regente em nome do filho durante sua menoridade. Foi condessa consorte de Blois por casamento com Teobaldo V, conde de Blois. Ela foi regente de Blois durante a ausência de seu esposo em 1190-1191, e regente durante a minoria de Luís I, conde de Blois de 1191 a 1197. 

## Vida
Alice foi a segunda filha do rei Luís VII da França e da duquesa Leonor da Aquitânia, e foi nomeada em homenagem a sua tia Petronila da Aquitânia, também chamada de "Alix". O nascimento de uma segunda filha para Leanor e Luís, em vez de um filho muito necessário,  contribuiu para o fim do casamento. O casamento de seus pais foi anulado em 1152, quase um ano após o nascimento de Alice . Ela e sua irmã, Maria, foram declaradas legítimas, e a custódia das duas meninas foi concedida ao pai. Leanor logo depois deixou a corte francesa e se casou com Henrique II, duque da Normandia que mais tarde se tornaria Henrique II da Inglaterra.

### Condessa de Blois
Em 1164, Alice casou-se com Teobaldo V, Conde de Blois, que havia anteriormente tentado sequestrar a mãe de Alice Leonor de Aquitânia para forçá-la a se casar com ele. Sua irmã mais velha, Maria, casou-se com o irmão de Teobaldo, Henrique.
Alice serviu como regente de Blois por sete anos. Quando seu marido partiu para o Leste em 1190, ela foi nomeada regente para servir durante sua ausência. Quando ele morreu em 1191 e foi sucedido por seu filho menor, Alice continuou a servir como regente, desta vez durante a minoria de seu filho Luís I. Ela governou até 1197.
Alice morreu em 1197/98.

## Família
Alice foi a segunda filha nascida de Luís VII e de sua primeira esposa, Leonor da Aquitânia. O nome "Alice" é também uma homenagem a uma tia materna, Petronila da Aquitânia, que era apelidada "Alix".
Seus avós paternos eram o rei Luís VI de França e a rainha Adelaide de Saboia, e seus avós maternos eram o duque Guilherme X da Aquitânia e a duquesa, Leonor de Châtellerault.
Alice tinha uma única irmã mais velha, por parte de pai e mãe: Maria Capeto, condessa de Champanhe. Além dela, teve vários meios-irmãos, devido ao casamentos de seus pais. Foi meia-irmã do reis Ricardo I e João de Inglaterra, além de Margarida de França, esposa de Henrique, o Jovem, filho de Henrique II e de Leonor da Aquitânia, o rei Filipe II de França, Inês da França, imperatriz binzatina, etc.

## Descendência
O casal teve sete filhos:
- Teobaldo de Blois (1166 - 1182), morreu solteiro e sem filhos;
- Henrique de Blois (1167 - 1182), morreu solteiro e sem filhos;
- Filipe de Blois (1168 - maio de 1202), morreu solteiro e sem filhos;
- Margarida de Blois (1170 - 12 de julho de 1230), foi suo jure condessa de Blois. Casou-se pela primeira vez com Hugo de Oisy, Châtelain de Cambrai, com quem não teve filhos. Casou-se pela segunda vez com Otão I da Borgonha, com quem teve duas filhas. Casou-se pela terceira e última vez com Gualtério II de Avesnes, com quem teve três filhos;
- Luís I de Blois (1172 - 14 de abril de 1205), foi conde de Blois. Casou-se com Catarina de Clermont, condessa de Clermont-en-Beauvaisis, com quem teve três filhos;
- Isabel de Blois (1176 - 25 de novembro de 1248), foi suo jure condessa de Chartres e Romorantin. Casou-se pela primeira vez com Sulpício III, senhor de Amboise, com quem teve cinco filhos. Casou-se pela segunda e última vez com João II, senhor de Montmirail, com quem não teve filhos;
- Alice de Blois (1183 - 1244), abadessa de Fontevraud.